# Korbin Miles
Korbin Miles (* 24. Juni 1991 in Charleston, Charleston County, South Carolina) ist ein US-amerikanischer Schauspieler, Webvideoproduzent und Filmschaffender.

## Leben
Miles wurde in Charleston geboren und wuchs mit drei Brüdern auf. Er lebte eine Zeit lang in Texas und arbeitete bei Starbucks und Best Buy in San Antonio, bevor er nach Los Angeles zog. Auf der App Vine konnte er über 310.000 Abonnenten vorweisen, bevor sie eingestellt wurde. Sein Filmdebüt machte er 2011 im Kurzfilm Can You Watch This. 2015 folgte in Leaving eine weitere Besetzung in einem Kurzfilm und außerdem jeweils eine Episodenrolle in den Fernsehserien Murder Book und Il Sonnambulo. 2016 spielte er in einer einzelnen Episode der Fernsehserie Fatales Vertrauen – Dem Mörder so nah mit. Ab 2018 trat er in den Low-Budget-Filmen Triassic World und President Evil in Erscheinung und verkörperte die Rolle des Craig in zwei Episoden der Fernsehserie Bizarre Murders.

## Filmografie

### Schauspieler
- 2011: Can You Watch This (Kurzfilm)
- 2015: Murder Book (Fernsehserie, Episode 1x08)
- 2015: Leaving (Kurzfilm)
- 2015: Il Sonnambulo (Mini-Serie, Episode 1x04)
- 2016: Fatales Vertrauen – Dem Mörder so nah (Unusual Suspects) (Fernsehserie, Episode 8x05)
- 2018: Triassic World
- 2018: Swear to God (Kurzfilm)
- 2018: Lethal Weapon (Fernsehserie, Episode 3x01)
- 2018: President Evil
- 2018: The Coroner: I Speak for the Dead (Fernsehserie, Episode 3x07)
- 2018: Bizarre Murders (Fernsehserie, 2 Episoden)
- 2019: Jane the Virgin (Fernsehserie, Episode 5x07)

### Filmschaffender
- 2019: Our Stupid Reactions (Kurzfilm)